# Xu Chao
Xu Chao (en chino simplificado, 徐超, Shanghai, China; 5 de noviembre de 1994 – 10 de diciembre de 2024) fue un ciclista chino especialista en ciclismo en pista.

## Carrera
Participó en dos Juegos Olímpicos, la primera de ellas fue en Río de Janeiro 2016 donde solo compitió en el sprint individual, en la que fue eliminado en los cuartos de final por Callum Skinner de Reino Unido, quien finalmente fue el ganador de la medalla de plata, finalizando en sexto lugar entre 27 participantes.
En la edición de Tokio 2020 donde participó en dos eventos, en el evento de keirin terminó en cuarto lugar en el hit 4 y tuvo que correr en un repechaje, donde quedó eliminado al finalizar en último lugar de cinco correadores. En el evento de sprint superó la primera ronda al terminar en el undécimo lugar, pero quedó eliminado en la segunda ronda al no superar el repechaje.
Participó en el Campeonato Mundial de Ciclismo en Pista de 2015 donde compitió en dos eventos, en el evento de sprint individual donde avanzó a la segunda ronda, en el sprint por equipos terminó en la posición 12 entre 16 equipos junto a Bao Saifei y Hu Ke.
Fue medallista de oro en los Juegos Asiáticos de 2018 en el evento de sprint por equipos junto a Li Jianxin y Zhou Yu, y la medalla de plata en los Juegos Asiáticos de 2014 en el mismo evento junto a Hu Ke y Bao Saifei.
En el Campeonato Asiático de Ciclismo ganó tres medallas de bronce, dos de ellas fueron en el evento de sprint por equipos y la otra en sprint individual.

## Muerte
Xu Chao murió a los 30 años en un accidente automovilístico mientras se preparaba para los Juegos Nacionales en Hainan.